# Golf Panorámica
Panorámica Golf es un campo de golf de España, situado en Sant Jordi Castellón, en una finca de algarrobos y de olivos. Diseñado por Bernhard Langer, ha albergado ya numerosos eventos internacionales a nivel profesional por la calidad del recorrido y su estado de mantenimiento.
Panorámica Golf está sin duda considerado uno de los mejores campos de golf de España, y es el único campo de golf diseñado en ese país por el profesional alemán Bernhard Langer, nueve veces jugador y capitán del equipo europeo de la Ryder Cup, dos veces ganador del Masters de Augusta de golf.
El campo de golf ocupa un total de 80 ha y está en óptimas condiciones de uso todo el año. De diseño típicamente estadounidense, combina sus calles estrechas con un rough cuidado, lo que le hace ser un campo ameno de jugar tanto para hándicaps altos como jugadores de gran nivel y alta precisión, y cinco lagos que entran en juego en un total de siete hoyos. Los greens son rápidos y de grandes dimensiones.
Los mejores hoyos del campo son el hoyo 5, par 3 de 133 metros desde barras amarillas y con un green en forma de isla, el hoyo 11 de 502 metros, y en el que toda la parte izquierda de los últimos 200 m antes de llegar a green es un inmenso lago.
Tras un comienzo relativo tranquilo, con bastantes oportunidades de birdie para los hándicaps bajos durante los primeros hoyos del recorrido, el jugador se encuentra con su “amen corner” particular entre los hoyos 8 y 11, y tras un pequeño respiro (hoyos 12, 13 y 14), el final (hoyos 15 a 18) es muy exigente: el hoyo 15 es un par 4 de 404 m, el 16 un par 3 de 172 m rodeado de búnkeres, el 17 un par 4 no excesivamente largo, pero con agua a los dos lados, y el 18 un par 5 de 520 metros, aunque con una calle ancha y un green agradecido.
El campo, entre sus instalaciones, cuenta con una Casa Club con un patio central que distribuye las diferentes estancias. Una de las alas está dedicada al salón, al restaurante Panorámica y a la terraza, en la que se puede disfrutar de la vida social del club y de la buena carta.
Los vestuarios, cuarto de palos y Caddy Master se encuentran enfrente de las oficinas, completando unas magníficas instalaciones.